# Yahya El Hindi
Yahya Mosbah El Hindi (in arabo يحيى مصباح الهندي,‎?; Sydney, 24 settembre 1998) è un calciatore australiano naturalizzato libanese, centrocampista svincolato.

## Biografia
Nacque in Australia ed ottenne la cittadinanza libanese per via delle sue origini.

## Carriera

### Club
Dopo aver giocato in Australia, si trasferì in Libano a gennaio del 2019, firmando per il Nejmeh. Sei mesi dopo, firmò per il Safa con cui disputò la stagione 2019-2020. Dopo una stagione al Budaiya in Bahrein, tornò in Libano nel 2021 firmando per l'Ansar, con cui rimase fino al 2024.

### Nazionale
Esordì con la nazionale libanese nel 2019. Fu convocato per la Coppa d'Asia 2023.